# 马里安·奥普雷亚
马里安·奥普雷亚（羅馬尼亞語：Marian Oprea，1982年6月6日—），罗马尼亚男子田径运动员。他曾代表罗马尼亚参加2004年、2008年和2016年夏季奥林匹克运动会田径比赛，其中2004年奥运会获得一枚银牌，他的个人最好成绩是17.81米。。
Oprea出生于皮特什蒂。他在2000年世界青年田径锦标赛上以16.41米的成绩夺得金牌，获得了他的第一枚大满贯奖牌。奥普雷亚在2005年赫尔辛基世界田径锦标赛和2006年哥德堡欧洲田径锦标赛上获得了三级跳远铜牌。
他遭受了严重的膝盖受伤（肌腱炎），并因此错过了2009年世界田径锦标赛。他选择接受大手术，并在2010年5月跳出16.88米，结束了长达两年的伤病中断。他在2010年欧洲田径锦标赛上以银牌（跳17.51米）的成绩证明了自己恢复了巅峰状态，然后在2010年国际田联洲际杯上获得了金牌。